# Ottilia Ludwig
Ottilia Augusta Maria Hedwig Ludwig (* 19. April 1813 in Söllichau; † 20. Juni 1900 in Annaburg) war eine deutsche Schriftstellerin.

## Leben
Sie wurde als Tochter des Oberforstmeisters August von Pflugk und dessen zweiter Frau Friederike Augusta Caroline geb. von Süßmilch gen. Hörnigs geboren.
Im Oberforstamt des kleinen Dorfes Söllichau, in der Dübener Heide, unter relativ bescheidenen Verhältnissen, war es den Eltern Ottilias nicht möglich, für die Tochter einen standesgemäßen Ehemann zu finden. Diese nahm das schließlich selbst in die Hand und heiratete eigenwillig, mit 39 Jahren, 1852 den Hilfsjäger Ludwig. In Folge dieser Eheschließung stieg er beruflich zum Hegemeister auf und wechselte sodann in dieser Stellung nach Sayda. Er starb nach 30-jähriger Ehe 1882. Seine Witwe fand in seinem Nachlass forstwirtschaftliche Schilderungen. Diese gab die nun 70-jährige bearbeitet heraus und fand damit viel Anerkennung. Dadurch angeregt betätigte sie sich nun schriftstellerisch. In der Unterhaltungsbeilage der Saale-Zeitung veröffentlichte Ottilia Ludwig in Fortsetzungen wöchentlich Erzählungen, die 1884 gesammelt in zwei Bänden herauskamen. In verschiedenen Journalen erschienen daneben Gedichte und andere kleinere Veröffentlichungen Ludwigs.
Sie zog in späteren Jahren zu einem ihrer Söhne, der königlicher Kammerförster war, nach Annaburg, und verstarb schließlich dort.

## Werke
- Mein Waldesleben. Fortsetzungsreihe in der Saale-Zeitung, 1883
- Aus dem Waldleben – Bilder aus dem Leben im Forsthaus. 2 Bände, Halle a.d. Saale 1884, mehrere Auflagen
- Eine Erinnerung an die Oktobertage des Jahres 1813. Saale-Zeitung, 1888